# Liste der Bodendenkmäler in Fürstenfeldbruck
Auf dieser Seite sind die Bodendenkmäler in der oberbayerischen Großen Kreisstadt Fürstenfeldbruck zusammengestellt. Diese Tabelle ist eine Teilliste der Liste der Bodendenkmäler in Bayern. Grundlage ist die Bayerische Denkmalliste, die auf Basis des Bayerischen Denkmalschutzgesetzes vom 1. Oktober 1973 erstmals erstellt wurde und seither durch das Bayerische Landesamt für Denkmalpflege geführt wird. Die folgenden Angaben ersetzen nicht die rechtsverbindliche Auskunft der Denkmalschutzbehörde.

## Bodendenkmäler in Fürstenfeldbruck
| Lage                     | Objekt | Akten-Nr.     | Bild           |
| ------------------------ | --- | ------------- | -------------- |
| (Standort)               | Siedlung vor- und frühgeschichtlicher Zeitstellung. | D-1-7733-0062 |                |
| (Standort)               | Siedlung der frühen und mittleren römischen Kaiserzeit sowie verebnete Grabhügel vorgeschichtlicher Zeitstellung. | D-1-7733-0063 |                |
| (Standort)               | Siedlung vor- und frühgeschichtlicher Zeitstellung. | D-1-7733-0064 |                |
| (Standort)               | Untertägige spätmittelalterliche und frühneuzeitliche Befunde im Bereich der katholischen Kapelle St. Rupert in Lindach. | D-1-7733-0259 | weitere Bilder |
| (Standort)               | Brandgräber und Siedlung der späten Bronzezeit und der Urnenfelderzeit. | D-1-7833-0005 |                |
| (Standort)               | Siedlung der späten Bronzezeit. | D-1-7833-0040 |                |
| (Standort)               | Grabhügel mit Bestattungen der Hallstattzeit. | D-1-7833-0042 |                |
| (Standort)               | Verebneter Grabhügel vorgeschichtlicher Zeitstellung. | D-1-7833-0043 |                |
| (Standort)               | Verebnete Grabhügel mit Bestattungen der Hallstattzeit. | D-1-7833-0045 |                |
| (Standort)               | Grabhügel vorgeschichtlicher Zeitstellung. | D-1-7833-0046 |                |
| (Standort)               | Verebneter Grabhügel mit Bestattungen der älteren Hallstattzeit. | D-1-7833-0047 |                |
| (Standort)               | Verebneter Grabhügel mit Bestattungen der Hallstattzeit. | D-1-7833-0049 |                |
| (Standort)               | Verebnete Grabhügel vorgeschichtlicher Zeitstellung. | D-1-7833-0051 |                |
| (Standort)               | Brandgräber der späten Bronzezeit. | D-1-7833-0053 |                |
| (Standort)               | Körpergräber der mittleren Latènezeit. | D-1-7833-0057 |                |
| (Standort)               | Körpergräber der späten römischen Kaiserzeit. | D-1-7833-0063 |                |
| (Standort)               | Abschnittsbefestigung des frühen Mittelalters (Abschnittsbefestigung Puch). | D-1-7833-0064 | weitere Bilder |
| (Standort)               | Burgstall des hohen Mittelalters (Burgstall Engelsberg). | D-1-7833-0065 | weitere Bilder |
| (Standort)               | Burgstall des hohen und späten Mittelalters (Burgstall Gegenpoint). | D-1-7833-0066 | weitere Bilder |
| (Standort)               | Untertägige mittelalterliche und frühneuzeitliche Befunde im Bereich der ehemaligen Zisterzienserabtei Fürstenfeld und der katholischen Filialkirche Mariä Himmelfahrt und ihrer Vorgängerbauten mit aufgelassem Mönchsfriedhof und zugehöriger Klosterökonomie. | D-1-7833-0069 | weitere Bilder |
| (Standort)               | Untertägige mittelalterliche und frühneuzeitliche Befunde im Bereich der katholischen Filialkirche St. Stephan in Pfaffing und ihrer Vorgängerbauten. | D-1-7833-0118 | weitere Bilder |
| (Standort)               | Verebnete Grabhügel vorgeschichtlicher Zeitstellung. | D-1-7833-0120 |                |
| (Standort)               | Verebnete Grabhügel und Siedlung vor- und frühgeschichtlicher Zeitstellung. | D-1-7833-0122 |                |
| (Standort)               | Verebnete Grabhügel vorgeschichtlicher Zeitstellung. | D-1-7833-0129 |                |
| (Standort)               | Siedlung und Brandgräber vorgeschichtlicher Zeitstellung. | D-1-7833-0147 |                |
| (Standort)               | Bestattungsplatz mit Grabgärten und Siedlung vorgeschichtlicher Zeitstellung. | D-1-7833-0148 |                |
| (Standort)               | Siedlung und Bestattungsplatz mit Kreisgräben vor- und frühgeschichtlicher Zeitstellung. | D-1-7833-0149 |                |
| (Standort)               | Körpergräber vor- und frühgeschichtlicher Zeitstellung. | D-1-7833-0150 |                |
| (Standort)               | Siedlung vorgeschichtlicher Zeitstellung, u. a. der mittleren Bronzezeit. | D-1-7833-0153 |                |
| (Standort)               | Verebnete Grabgügel vorgeschichtlicher Zeitstellung. | D-1-7833-0154 |                |
| (Standort)               | Siedlung vor- und frühgeschichtlicher Zeitstellung. | D-1-7833-0187 |                |
| (Standort)               | Siedlung vor- und frühgeschichtlicher Zeitstellung. | D-1-7833-0188 |                |
| (Standort)               | Siedlung vor- und frühgeschichtlicher Zeitstellung. | D-1-7833-0268 |                |
| (Standort)               | Siedlung vor- und frühgeschichtlicher Zeitstellung. | D-1-7833-0283 |                |
| (Standort)               | Verebnete Grabhügel und Siedlung vorgeschichtlicher Zeitstellung. | D-1-7833-0331 |                |
| (Standort)               | Körpergräber vor- und frühgeschichtlicher Zeitstellung. | D-1-7833-0351 |                |
| (Standort)               | Siedlung der späten Latènezeit. | D-1-7833-0354 |                |
| (Standort)               | Untertägige mittelalterliche und frühneuzeitliche Befunde im Bereich der katholischen Filialkirche St. Sebastian in Puch und ihrer Vorgängerbauten. | D-1-7833-0356 | weitere Bilder |
| Kirchstraße 6 (Standort) | Untertägige mittelalterliche und frühneuzeitliche Befunde im Bereich der katholischen Stadtpfarrkirche St. Magdalena in Fürstenfeldbruck und ihrer Vorgängerbauten.                                                                                              | D-1-7833-0358 | weitere Bilder |
| (Standort)               | Untertägige mittelalterliche und frühneuzeitliche Siedlungsteile der historischen Marktsiedlung Fürstenfeldbruck. | D-1-7833-0359 |                |
| (Standort)               | Untertägige spätmittelalterliche und frühneuzeitliche Befunde im Bereich der katholischen Filialkirche St. Leonhard in Fürstenfeldbruck. | D-1-7833-0360 | weitere Bilder |
| (Standort)               | Untertägige mittelalterliche und frühneuzeitliche Befunde im Bereich der katholischen Kuratiekirche St. Peter und Paul in Aich und ihrer Vorgängerbauten. | D-1-7833-0361 | weitere Bilder |
| (Standort)               | Hofwüstung des späten Mittelalters und der frühen Neuzeit (Weiherhaus). | D-1-7833-0364 |                |
| (Standort)               | Bestattungsplatz mit Kreisgräben vor- und frühgeschichtlicher Zeitstellung. | D-1-7833-0378 |                |
| (Standort)               | Verebnete Grabhügel vorgeschichtlicher Zeitstellung. | D-1-7833-0381 |                |
| (Standort)               | Siedlung vorgeschichtlicher Zeitstellung, u. a. des Neolithikums. | D-1-7833-0385 |                |
| (Standort)               | Siedlung der mittleren Bronzezeit. | D-1-7833-0392 |                |
| (Standort)               | Siedlung und Brandgräber der Urnenfelderzeit und Hallstattzeit. | D-1-7833-0394 |                |
| (Standort)               | Verebnete Grabhügel vorgeschichtlicher Zeitstellung. | D-1-7833-0408 |                |